# 严厉打击暴力恐怖活动专项行动
2014年5月23日，中共中央总书记习近平领导的中国共产党和中华人民共和国政府在新疆維吾爾自治區首先启动了严厉打击暴力恐怖活动专项行动，5月26日，中国公安部決定將開展為期1年的專項行動，行動持續至2015年6月。中共领导干部和中华人民共和国官员认为，此項行動对維護国家安全至关重要。

## 背景
2013年8月27日，国家反恐怖工作领导小组成立，此后中國各地反恐怖工作领导小组陆续成立。2014年5月以來，新疆和田、喀什、阿克苏三地公安机关指控23个組織為鼓吹暴力活動和宗教極端主義的團體，將其摧毀並拘捕共200余名成員，沒收200余枚各类爆炸装置。而在專項行動開始的前一日，又發生2014年乌鲁木齐公园北街早市暴力恐怖袭击案，造成39人死亡。

## 結果
截至2014年6月24日，新疆公安机关指控32个團體為涉恐團夥並將其消滅，並拘捕380多名成員，其中6名警察在行動中死亡。新疆法院宣判120起案件315人。而在行動將近結束時的2015年5月底，根據中國官方的說法，新疆共消滅涉暴团伙181个，96.2%的涉暴团伙在预谋阶段就被摧毁。
2021年7月14日，国家反恐办副主任、中國公安部反恐怖局副局长吴鑫表示，自严厉打击暴力恐怖活动专项行动開展以來，全国共打掉团伙1900多个，抓获人员14000多名，缴获爆炸装置2000多枚，全国已连续4年多未发生暴恐案事件。